# 臺北體育館

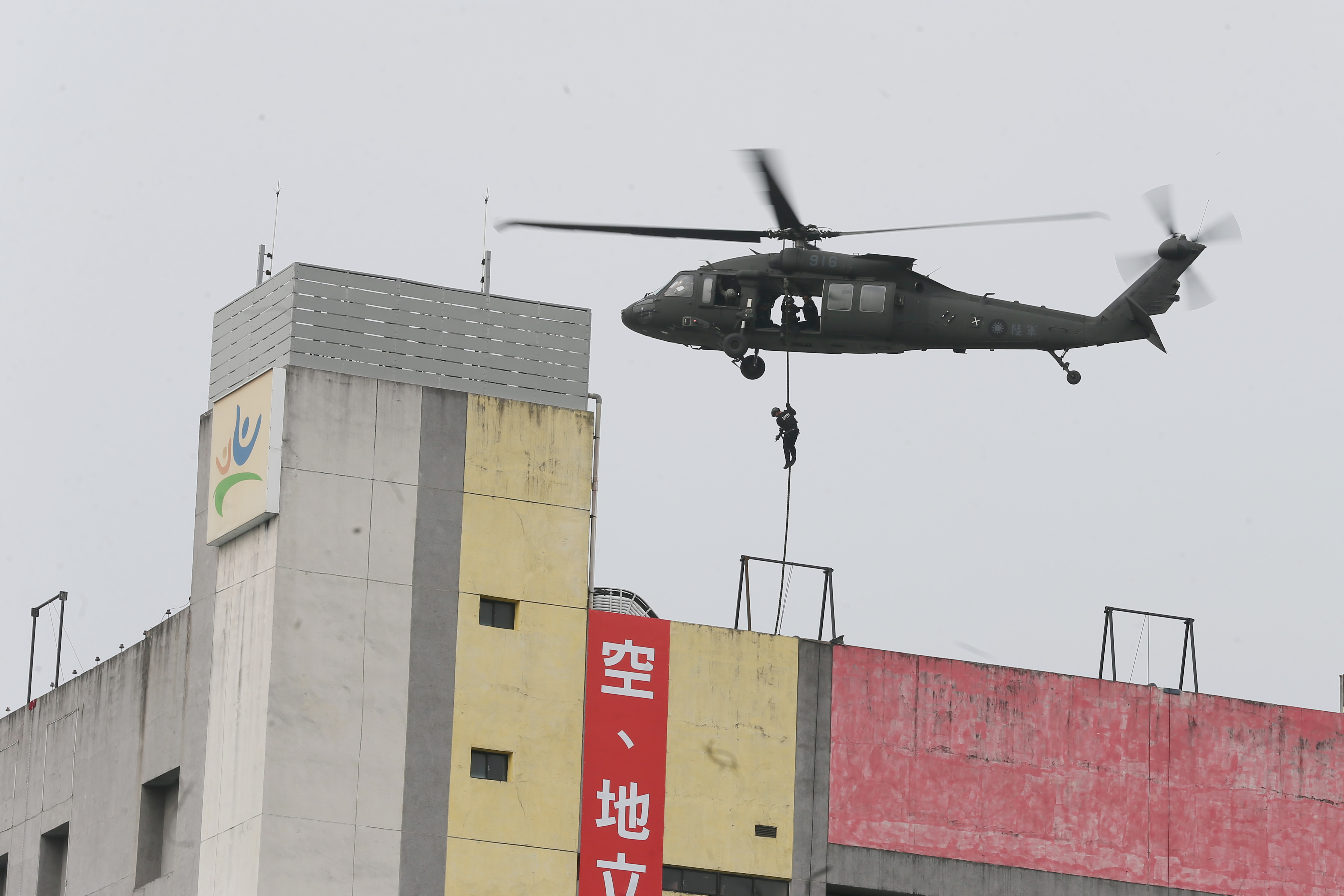
臺北體育館於2017年夏季世界大學生運動會前舉辦反恐攻堅演習，圖為降臨體育館樓頂的陸軍UH-60M黑鷹直升機（2017年3月31日）

臺北體育館（英語：Taipei Gymnasium），俗稱「紅館」，位於臺灣臺北市南京東路、北寧路口，鄰近台北小巨蛋，為七層樓的室內綜合體育館。一樓以球類運動為主，有2,400個座位；四樓以技擊運動為主，有792個座位；七樓以羽球運動為主，有792個座位。靠近北寧路口之行政大樓為臺北市政府體育局本部所在地。

## 賽事
- 高中籃球聯賽甲級、資格賽、預賽、八強賽。
- 國中籃球聯賽甲級、預賽、複賽、八強賽。
- 中華民國大專院校體育總會主要賽事：
  - 大專校院籃球運動聯賽（局部分組預賽場次）
  - 大專校院排球運動聯賽（公開男／女一級總決賽）
- 2017年夏季世界大學生運動會羽球項目的比賽場館及練習場館。
- 2023年亞洲男子排球挑戰盃
- 2023年世界合球錦標賽

## 交通

### 公車
- 南京東路四段（南京敦化路口站）：248、266、266區間車、277、279、282、282副線、288、288區間車、306、306區間車、307、46、604、605快速公車、622、652、668、675、711、紅25、麥帥新城接駁公車（試辦）、博愛公車、棕10、棕9。
- 敦化北路（市立體育場站或台北學苑站）：262、262區間車、275、275副線、285、292、292副線、292區間車、33、521、630、902、556（原902區間車）、905、905副線、906、909、敦化幹線。
- 八德路三段（台視站）：0東、202、203、205、257、276、278、605、605副線、605新台五線、667。

### 捷運
- 松山線於台北小巨蛋站下車。
- 文湖線（南港展覽館站－動物園站），於南京復興站下車後，向東步行512公尺（約10分鐘），或轉搭公車於「南京敦化路口」站下車。
- 板南線於忠孝敦化站下車後向北步行 1,144 公尺（約20分鐘），或可轉搭公車於「市立體育場站」或「台北學苑」站下。

### 台北市公共自行車租賃系統
- 社教館站
- 台北田徑場站
- 捷運台北小巨蛋站（5號出口）[施工中]

## 外部連結
- 臺北體育館 （页面存档备份，存于）
- 臺北體育館  1樓桌球場 - 臺北市政府體育局 （页面存档备份，存于）
- 臺北體育館  7樓羽球場 - 臺北市政府體育局 （页面存档备份，存于）
- 臺北體育館  4樓技擊館 - 臺北市政府體育局 （页面存档备份，存于）
- 臺北體育館  3樓視聽教室 - 臺北市政府體育局 （页面存档备份，存于）
- 臺北體育館  1樓綜合球館 - 臺北市政府體育局 （页面存档备份，存于）
- 臺北體育館  1樓媒體室 - 臺北市政府體育局 （页面存档备份，存于）
- 臺北體育館  7樓選手休息室(7-9) - 臺北市政府體育局 （页面存档备份，存于）
- 臺北體育館  7樓選手休息室(7-8) - 臺北市政府體育局 （页面存档备份，存于）
- 臺北體育館  7樓選手休息室(7-7) - 臺北市政府體育局 （页面存档备份，存于）
- 臺北體育館  7樓選手休息室(7-6) - 臺北市政府體育局 （页面存档备份，存于）
- 臺北體育館  7樓醫護室 - 臺北市政府體育局 （页面存档备份，存于）
- 臺北體育館  4樓選手休息室(4-9) - 臺北市政府體育局 （页面存档备份，存于）
- 臺北體育館  4樓選手休息室(4-8) - 臺北市政府體育局 （页面存档备份，存于）
- 臺北體育館  4樓選手休息室(4-7) - 臺北市政府體育局 （页面存档备份，存于）
- 臺北體育館  4樓選手休息室(4-6) - 臺北市政府體育局 （页面存档备份，存于）
- 臺北體育館  4樓醫護室 - 臺北市政府體育局 （页面存档备份，存于）
- 臺北體育館  1樓選手休息室(1-8) - 臺北市政府體育局 （页面存档备份，存于）
- 臺北體育館  1樓選手休息室(1-7) - 臺北市政府體育局 （页面存档备份，存于）
- 臺北體育館  1樓選手休息室(1-6) - 臺北市政府體育局 （页面存档备份，存于）
- 臺北體育館  1樓選手休息室(1-5) - 臺北市政府體育局 （页面存档备份，存于）
- 臺北體育館  1樓醫護室 - 臺北市政府體育局 （页面存档备份，存于）
- 臺北體育館  1樓貴賓室 - 臺北市政府體育局 （页面存档备份，存于）
- 臺北體育館  臺北體育館花圃前廣場 - 臺北市政府體育局 （页面存档备份，存于）
- 臺北體育館  第一辦公室前廣場 - 臺北市政府體育局 （页面存档备份，存于）
- 臺北體育館  臺北體育館館前廣場 - 臺北市政府體育局 （页面存档备份，存于）